# Dereck Kutesa
Dereck Germano Kutesa (ur. 6 grudnia 1997 w Genewie) – szwajcarski piłkarz pochodzenia angolskiego grający na pozycji lewoskrzydłowego w szwajcarskim klubie Servette FC oraz w reprezentacji Szwajcarii.

## Kariera klubowa
Swoją piłkarską karierę Kutesa rozpoczął w klubie Servette FC. W sezonie 2014/2015 stał się członkiem pierwszego zespołu. 3 maja 2015 zadebiutował w nim w Swiss Challenge League w wygranym 2:1 domowym meczu z FC Wil. W sezonie 2014/2015 spadł z Servette do Swiss Promotion League.
W 2016 roku Kutesa przeszedł do FC Basel. Swój debiut w nim zaliczył 5 marca 2017 w zremisowanym 1:1 wyjazdowym meczu z FC Vaduz. W sezonie 2016/2017 wywalczył z Basel mistrzostwo Szwajcarii oraz zdobył Puchar Szwajcarii.
We wrześniu 2017 Kutesa został wypożyczony do FC Luzern, w którym swój debiut zanotował 20 września 2017 w przegranym 1:4 wyjazdowym meczu z BSC Young Boys. W FC Luzern grał przez rok.
5 lipca 2018 Kutesa został piłkarzem FC Sankt Gallen. 21 lipca 2018 zadebiutował w nim w zwycięskim 2:1 wyjazdowym meczu z FC Basel. Zawodnikiem Sankt Gallen był do sierpnia 2019.
W sierpniu 2019 Kutesa przeszedł za 1,7 miliona euro do Stade de Reims. W nim w Ligue 1 swój debiut zaliczył 15 września 2019 w przegranym 0:1 wyjazdowym meczu z FC Nantes.
W sierpniu 2021 Kutesa został wypożyczony do belgijskiego SV Zulte Waregem. 29 sierpnia 2021 zadebiutował w jego barwach w pierwszej lidze belgijskiej w zwycięskim 2:0 wyjazdowym meczu z KV Oostende.
| Sezon   | Klub             | Kraj       | Rozgrywki        | Mecze | Gole |
| ------- | ---------------- | ---------- | ---------------- | ----- | ---- |
| 2014/15 | Servette FC      | Szwajcaria | Challenge League | 4     | 0    |
| 2015/16 | Servette FC      | Szwajcaria | Promotion League | 15    | 0    |
| 2016/17 | FC Basel         | Szwajcaria | Super League     | 3     | 0    |
| 2017/18 | FC Basel         | Szwajcaria | Super League     | 1     | 0    |
| 2017/18 | FC Luzern        | Szwajcaria | Super League     | 11    | 1    |
| 2018/19 | FC Sankt Gallen  | Szwajcaria | Super League     | 35    | 4    |
| 2019/20 | FC Sankt Gallen  | Szwajcaria | Super League     | 4     | 0    |
| 2019/20 | Stade de Reims   | Francja    | Ligue 1          | 14    | 1    |
| 2020/21 | Stade de Reims   | Francja    | Ligue 1          | 28    | 1    |
| 2021/22 | SV Zulte Waregem | Belgia     | Eerste klasse A  | 29    | 3    |
| 2022/23 | Servette FC      | Szwajcaria | Super League     | 29    | 3    |
| 2023/24 | Servette FC      | Szwajcaria |                  |       |      |

## Kariera reprezentacyjna
Kutesa ma w swojej karierze występy w młodzieżowych reprezentacjach Szwajcarii na szczeblach U-16, U-17, U-18, U-19, U-20 i U-21. W 2014 roku wystąpił z kadrą U-17 na Mistrzostwach Europy U-17.